# Viller
Viller – miejscowość i gmina we Francji, w regionie Grand Est, w departamencie Mozela.
Według danych na rok 1990 gminę zamieszkiwały 224 osoby, a gęstość zaludnienia wynosiła 31 osób/km² (wśród 2335 gmin Lotaryngii Viller plasuje się na 821. miejscu pod względem liczby ludności, natomiast pod względem powierzchni na miejscu 813.).